# Оушан Сити (Мериленд)
Оушан Сити (енгл. Ocean City) град је у америчкој савезној држави Мериленд.

## Демографија
По попису из 2010. године број становника је 7.102, што је 71 (-1,0%) становника мање него 2000. године.
| Група             | 2000.         | 2010.         |
| Белци             | 6.774 (94,4%) | 6.310 (88,8%) |
| Афроамериканци    | 179 (2,5%)    | 193 (2,7%)    |
| Азијати           | 53 (0,7%)     | 94 (1,3%)     |
| Хиспаноамериканци | 89 (1,2%)     | 417 (5,9%)    |
| Укупно            | 7.173         | 7.102         |